# ॿ
Cette page contient des caractères spéciaux ou non latins. S’ils s’affichent mal (▯, ?, etc.), consultez la page d’aide Unicode.
ॿ, appelé b̤a et transcrit b̤, est une consonne de l’alphasyllabaire devanagari utilisée dans l’écriture du sindhi.

## Utilisation
En sindhi ‹ ॿ › représente une consonne occlusive injective bilabiale voisée /ɓ/. Par exemple dans le mot ॿुढो (b̤uḍho, ٻُڍو), « babeurre ».

## Représentations informatiques
| formes | représentations | chaînes de caractères | points de code | descriptions                                     |
| ------ | --------------- | --------------------- | -------------- | ------------------------------------------------ |
| pleine | ॿ               | ॿ                     | U+097F         | lettre devanagari bba                            |
| morte  | ॿ्               | ॿ◌्                    | U+097F U+094D  | lettre devanagari bba, symbole devanagari virama |